# Джесика Атреиди
Лейди Джесика (на английски: Lady Jessica) е измислена героиня от Вселената на Дюн, създадена от Франк Хърбърт. Джесика е главна героиня във фантастичния роман Дюн. Тя играе и ключова роля в продълженията, Месията на Дюн и Децата на Дюн.